# Абрамова Неллі Михайлівна
Неллі Михайлівна Абрамова (нар. 18 серпня 1940) — російська та українська радянська волейболістка, гравець збірної СРСР, срібний призер Олімпіади 1964 року.

## Біографія
Почала займатися волейболом у Челябінську. Виступала за команди: 1956—1962 — «Труд» (Челябінськ), 1962—1966 — «Спартак» (Іркутськ),
1966 року переїхала до України. 1966—1975 рр. грала за клуб «Буревісник» (Одеса), тренер Юрій Курильський. Бронзовий призер чемпіонатів СРСР 1963 і 1971, переможець Кубка СРСР 1974. Грала за збірну УРСР з волейболу.
Дворазовий бронзовий призер Спартакіад народів СРСР (в 1963 у складі збірної РРФСР, у 1971 — у складі збірної України)(у 1963 одночасно бронзовий призер чемпіонату СРСР).
Чемпіонка Всесвітньої Універсіади 1965 у складі студентської збірної СРСР.
У збірній СРСР в офіційних змаганнях виступала в 1964—1967 роках. У її складі: срібний призер Олімпійських ігор 1964, чемпіонка Європи 1967).